# Avast Antivirus
Avast (англ. стій!), Аваст — антивірусна програма для ПК на базі операційних систем Microsoft Windows, macOS та Linux, для КПК на базі Palm та Windows CE, а також для смартфонів і планшетів на базі Android та iOS. Розроблена компанією AVAST Software, яка була заснована 1991 року у Чехії. Головний офіс компанії знаходиться у Празі. Випускається у вигляді кількох версій: платних Pro, Internet Security і Premier та безкоштовної Free для некомерційного використання.
Назва Avast! походить від абревіатури Anti-Virus — Advanced Set (укр. Антивірус — просунутий набір). Примітний той факт, що розробники не прагнули, щоб абревіатура збігалася з англійським словом «avast!» (укр. стій); це вийшло випадково.
Станом на 2017 рік вважається найпопулярнішим безкоштовним антивірусом та найбільшу долю ринку антивірусних програм. За даними розробників усього антивірусом користуються понад 170 мільйонів користувачів у всьому світі.
У грудні 2019 року з'ясувалося, що автори антивірусу збирали і продавали інформацію про користувачів — від 2013 року компанія експлуатувала дані 400 млн клієнтів. Генеральний директор компанії Ондрей Влчек (Ondrej Vlcek) підтвердив продаж масивів даних, однак заявив, що вся інформація була знеособлена: за його словами, до завантаження на сервери компанії ця інформація позбавлялася персональної складової — URL-адреси, імен та іншого. Він пояснив, що активність користувачів відстежувалася через доповнення в браузері, а пізніше передавалася компанії Jumpshot для аналізу. Проте працівники фірми-продавця стверджують, що пропонують клієнтам «деталізовані дані»: за їхніми словами, вони володіють базою 100 млн користувачів і інформацією про їхню поведінку в мережі — що вони шукають, як взаємодіють з продуктами і які покупки роблять.
З початком російського вторгнення в Україну 2022 року Avast надав безкоштовну преміумверсію продукту українцям та подовжив наявні ліцензії для преміумкористувачів.

## Можливості програми
- Резидентний антивірусний сканер.
- Перевірка комп'ютера на віруси під час показу екранної заставки.
- Перевірка комп'ютера на віруси під час запуску, до повного завантаження операційної системи.
- Евристичний аналіз.
- Блокування шкідливих скриптів. До шостої версії ця можливість була присутня тільки в Professional Edition, потім стала доступна і користувачам Free Edition.
- Автоматичне оновлення антивірусних баз, а також самої програми.
- Вбудований в програму полегшений мережевий екран (англ. IDS, Intrusion Detection System — система виявлення вторгнень).

- Резидентний захист здійснюється незалежними модулями («екранами»):
  - Екран файлової системи — основний компонент сканера в реальному часі. Відстежує всі локальні операції з файлами та папками на комп'ютері.
  - Екран пошти — відстежує весь трафік програм для роботи з електронною поштою і сканує всі листи до того, як вони потраплять на комп'ютер, таким чином запобігаючи можливій шкоді. Здійснює перевірку трафіку по протоколах POP, SMTP, IMAP і NNTP.
  - Вебекран — аналізує всі дії користувача при відвідуванні вебсайтів в Інтернеті.
  - Екран P2P — відстежує завантаження більшості клієнтів файлообмінних мереж та торент-клієнтів.
  - Екран інтернет-чатів — перехоплює всі завантаження з застосунків для миттєвого обміну повідомленнями і перевіряє їх на відсутність вірусів.
  - Мережевий екран — відстежує всю мережеву активність і блокує віруси, які намагаються заразити систему через мережу. Крім того, екран блокує доступ до відомих шкідливих вебсайтів.
  - Екран сценаріїв — перехоплює всі сценарії, що виконуються в системі, як локальні, так і віддалені.
  - Екран поведінки — відстежує систему на предмет підозрілої поведінки програм, попереджуючи користувача про всі незвичайні дії. Виводить попереджувальні повідомлення тільки в останніх версіях програми.

- Видалення шпигунського програмного забезпечення (англ. spyware) з комп'ютера.
- Можливість встановлення пароля на зміну налаштувань програми.
- Багатомовний інтерфейс, підтримка 45 мов.
- Голосові повідомлення при виявленні шкідливої програми і при успішному оновленні вірусної бази даних. До п'ятої версії використовувався чоловічий голос. Починаючи з п'ятої — жіночий.
- Антивірусний сканер командного рядка (у версії Professional Edition).
- Ведення VRDB (англ. Virus Recover Database — бази відновлення зіпсованих виконуваних файлів).
- Починаючи з шостої версії, безкоштовний варіант антивірусу включає додаткову функцію WebRep. Ця функція інформує користувача про репутацію відвідуваних сайтів на підставі оцінок, виставлених спільнотою користувачів Avast!
- Підтримка скінів (тем оформлення), однак, починаючи з п'ятої версії, ця можливість відсутня.
- Продукт сертифікований ICSA[ru].

## Відмінності між версіями програми
Avast! випускається у версіях Free Edition (поширюється за ліцензією Freeware), Pro Antivirus, Internet Security та Premier (Shareware).
Avast! Free з моменту установки працює 30 днів, потім вимагає безкоштовної реєстрації. Після заповнення реєстраційної форми програма вважається активованою на 365 днів.
Річна ліцензія Avast! Pro коштує від 249 грн, а Internet Security — від 349 грн.
Відмінності між версіями з точки зору користувача стосуються переважно інтерфейсу і деяких спеціалізованих функцій (у безкоштовній версії відсутні такі функції, як автоматичний брандмауер, антиспам і підтримка командного рядка), всі версії використовують одну і ту ж антивірусну базу. Починаючи з шостої версії, у Free Edition було додано частину функцій з платних продуктів, серед яких ізольоване середовище Avast! Sandbox і захист скриптів.
Також AVAST Software випускає версії для операційної системи Linux, для КПК (на платформі Palm і Windows CE), а також серверні версії антивірусу.
|                                 | Avast! Free Antivirus | Avast! Pro Antivirus | Avast! Internet Security | Avast! Premier |
| ------------------------------- | --------------------- | -------------------- | ------------------------ | -------------- |
| Модуль антивірусного сканування | Так                   | Так                  | Так                      | Так            |
| Захист від руткітів             | Так                   | Так                  | Так                      | Так            |
| Захист від шпигунських програм  | Так                   | Так                  | Так                      | Так            |
| Avast! Online Security          | Так                   | Так                  | Так                      | Так            |
| Avast! DeepScreen               | Так                   | Так                  | Так                      | Так            |
| Avast! Пісочниця                | Ні                    | Так                  | Так                      | Так            |
| Avast! SafeZone                 | Ні                    | Так                  | Так                      | Так            |
| Сканер командного рядка         | Ні                    | Так                  | Так                      | Так            |
| вбудований брандмауер           | Ні                    | Ні                   | Так                      | Так            |
| Антиспамовий фільтр             | Ні                    | Ні                   | Так                      | Так            |
| Avast! Auto Software Updater    | Ні                    | Ні                   | Ні                       | Так            |
| Безповоротне знищення даних     | Ні                    | Ні                   | Ні                       | Так            |

## Нагороди
- Platinum Performance Award On-Access Scanning за лютий 2010 року від сайту Anti-Malware[10].

## Обмеження використання
10 березня 2022 року компанія Avast призупинила продаж своїх продуктів у Росії та Білорусії, а також обмежила завантаження безкоштовної версії антивірусу з цих регіонів. У своїй офіційній заяві компанія повідомила, що цей крок зумовлений небажанням брати участь у фінансуванні російського уряду за допомогою податків, які можуть бути використані для війни.